# Viviana Rivasplata
Viviana Magaly del Rocío Rivasplata Aita (Pimentel, Chiclayo, 4 de octubre de 1977) es una modelo, exreina de belleza y empresaria peruana, elegida Miss Perú en el año 2001.

## Biografía
Rivasplata estudió en el Colegio San Agustín de Chiclayo. A los 17 años viajó a Lima, donde estudió arquitectura de interiores en el Instituto Toulouse-Lautrecy a la par empezó a ser llamada para campañas publicitarias. Posteriormente participó en Miss Perú Mundo 1998 ganando el premio a Mejor cuerpo. Por ser finalista concursó en el certamen de Reina de América y el Caribe, el cual ganó. 
En 2001 volvió a postular a Miss Perú, el cual ganó. Representó a Perú en Miss Universo 2001 y Miss Mundo 2001.Al siguiente año fue coronada Reina Internacional del Mar en Colombia.
El 18 de mayo de 2002 se casó con el futbolista Roberto Martínez Vera-Tudela, de quien se separó en el año 2004 y divorció en 2005.
En el año 2002 representó al Perú en Miss Hawaiian Tropic International realizado en Hawái, quedando como finalista. El año siguiente en Oahu, Hawái, volvió a participar en el Miss Hawaiian Tropic International quedando como segunda finalista representando a Italia.
En 2003 participó en el reality Bikini destinations, y también incursionó en la actuación con un corto rol en la serie Mil Oficios. En 2006 debutó en el teatro con la obra El arte de las putas... entre el cemento y los reflejos.
En 2008 participó como conductora del canal Fashion TV. En 2009 lanzó su marca de Jeans bajo la firma VRP by Viviana Rivasplata, para Saga Falabella. 
En 2012 contrajo matrimonio religioso con Bruce Greifenstein en la iglesia de San Estanislao en República Dominicana. En enero de 2014 nació su primogénito.
Rivasplata concurso en el reality show de baile El gran show: primera temporada conducido por Gisela Valcárcel, donde obtuvo el sexto puesto tras dos meses de competencia.

## Certámenes
- Miss Perú Mundo 1998 - Finalista
- Miss Asia Pacífico 1998 - Finalista
- Reina de América y el Caribe 1998 - Ganadora
- Miss Perú 2001 - Ganadora
- Miss Countries of the World 2001 - Tercera Finalista
- Miss Universo 2001 - Representante de Perú (No clasifico)
- Reina Internacional del Mar 2002 - Ganadora
- Miss Hawaiian Tropic Perú 2002 - Ganadora
- Miss Hawaiian Tropic Internacional 2002 - Finalista
- Miss Hawaiian Tropic Internacional 2003 - Segunda finalista

## Créditos

### Televisión
- Zona de Impacto (1997): Conducción.
- Bikini destinations (2003): Reality, como ella misma.
- Mil oficios (2003): Participación especial.
- Baila con las estrellas (2005): Concursante.
- Detrás de crimen (2006), Episodio "Caso Tozzini Bertello" como Fiorella.
- Fashion TV (2008): Conducción.
- Habacilar (2010): Conducción del backstage de secuencia "Amigos y rivales".
- La batería (2015-2016): Conducción junto a Aldo Miyashiro.
- El gran show: primera temporada

### Teatro
- El arte de las putas... entre el cemento y los reflejos (2006)

. "Rapunzel" Teatro para niños de Alberto Loli (2006)